# Litoria tornieri
Litoria tornieri és una espècie de granota de la família dels hílids. Es tracta d'un endemisme del nord d'Austràlia. Es troba des de la regió de Kimberley a l'Austràlia occidental, passant pel nord del Territori del Nord fins a la cantonada nord-oest de Queensland. Només es coneix que visqui en altituds baixes.
Viu en una gran varietat d'hàbitats, incloent boscos, prats, planes al·luvials costaneres i pantans permanents. És fàcil trobar-la al voltant de basses temporals. És una espècie comuna.
Es reprodueix entre l'octubre i l'abril. Els mascles canten sota les fulles o a la base de les plantes, a les vores de basses temporals, on els ous es deixen en grans grups surant a l'aigua. Triguen entre 6 i 7 setmanes a desenvolupar-se.